# Piersele
Piersele (deutsch Perscheln) ist ein Ort im Norden der polnischen Woiwodschaft Ermland-Masuren. Es liegt im Powiat Bartoszycki (Kreis Bartenstein (Ostpr.)) und gehört zur Gmina Bartoszyce (Landgemeinde Bartenstein).

## Geographische Lage
Piersele liegt 14 Kilometer nordwestlich der Kreisstadt Bartoszyce (Bartenstein) und fünf Kilometer südöstlich der früheren und heute auf russischem Hoheitsgebiet gelegenen ehemaligen Kreisstadt Preußisch Eylau (russisch Bagrationowsk), sowie drei Kilometer südlich der Grenze zum russischen Oblast Kaliningrad im ehemaligen Ostpreußen.

## Geschichte

### Gutsgeschichte
Piersele war ein adliges Gut. Einst besaß die Familie von Aulock die Begüterung, zuletzt Johanne Loysa von Aulock. Sie heiratete Johann Siegmund von Malgedein, dessen Familienzweig von Malgedein (I.) mit ihm 1728 ausstarb. Die Witwe von Malgedein ehelichte dann Carl Sigmund von Unruh, der 1734 die Erlaubnis erhielt, „sich von der Last des Besitzes befreien zu dürfen. Es blieb durch die Schuldenlast und den Zustand nichts übrig.“ Am Anfang des 19. Jahrhunderts befand sich das Gut im Besitz von Angehörigen der Familie Falkenhayn. Um 1807 war der Hauptmann a. D. Bernhard von Falkenhayn der Gutsherr. Zur Zeit der Schlacht bei Preußisch Eylau im Februar 1807 war im Gutshaus ein Lazarett eingerichtet worden.
Das Gutshaus war in der zweiten Hälfte des 18. Jahrhunderts neu errichtet worden. Um 1840 kommt die briefadelige Familie von Gottberg nach Perscheln, kurz, in Person des Werner von Gottberg.
Vor 1833 hatte das Gut eine Fläche von 848 Morgen, und in dem Dorf lebten in neun Haushaltungen insgesamt 63 Einwohner. Seit der zweiten Hälfte des 19. Jahrhunderts befand sich das Gut im Besitz eines Zweigs der brandenburgischen Adelsfamilie von Berg. Gutsherr der Familie wurde zuerst Hermann von Berg-Perscheln (* 1814; † 1880). Dann folgte dessen Enkel, der Sohn des Hauptmann Botho sen. von Berg, verheiratet mit Klara von Czarnowska, Hermann jun. von Berg (* 1874; † 1946), der bei Stettin starb. Hermann jun. von Berg hatte 1901 mit Hildegard von Pappard eine Familie gegründet und den Gutsbesitz betreut. Als Erbe vorgesehen war Botho jun. von Berg (* 1903; † 1983).  Er veröffentlichte später ein Buch über die ostpreußische Heimat. Seine ältere Schwester Charlotte heiratete auf Perscheln den Landwirt Ernst von Glasow, die jüngere Schwester Erika heiratete auf Perscheln 1927 den späteren Widerstandskämpfer Albrecht von Hagen, er wurde 1944 hingerichtet. Die Größe des Rittergutes war Anfang der 1930er Jahre, also nach der großen Wirtschaftskrise, 358 ha. Man betrieb u. a. Bienenzucht und eine Kiesgrube.
1864 fand auf Gut Perscheln die Hochzeit der Ida von Berg-Perscheln mit dem späteren General Otto von Derenthall statt.

### Ortsgeschichte
Am 7. Mai 1874 wurde Perscheln Amtsdorf und damit namensgebend für einen Amtsbezirk im ostpreußischen Kreis Preußisch Eylau. Die Zahl der Einwohner des Dorfes belief sich im Jahre 1910 auf 98.
Am 30. September 1928 schlossen sich die Nachbarorte Perscheln und Zohlen (polnisch Solno) zur Landgemeinde Zohlen-Perscheln zusammen, die bis 1945 bestand. Bemerkenswert war, dass beide Orte jeweils weiterhin dem bisherigen Amtsbezirk zugehörig blieben. Perscheln gehörte eben auch als Ortsteil der Gemeinde Zohlen-Perscheln bis 1945 zum Landkreis Preußisch Eylau im Regierungsbezirk Königsberg der preußischen Provinz Ostpreußen. Das Gutshaus hatte den Zweiten Weltkrieg weitgehend unbeschädigt überstanden.
Im März 1945 kam Perscheln mit dem südlichen Ostpreußen unter die Verwaltung der Volksrepublik Polen. Sie benannte es in Piersele um, vertrieb die Einwohner und wandelte das Gut in einen landwirtschaftlichen Staatsbetrieb um. Das Gutshaus zerfiel und wurde später abgebrochen.
Das Dorf ist heute ein Teil der Gmina Bartoszyce (Landgemeinde Bartoszyce) im gleichnamigen Powiat der Woiwodschaft Ermland-Masuren (1975–1998 Woiwodschaft Olsztyn).

### Amtsbezirk Perscheln (1874–1945)
Zum Amtsbezirk Perscheln gehörten anfangs fünf, später noch vier Orte. Die Dörfer selbst oder ihre verbliebenen leeren Ortsstellen liegen heute auf polnischem (PL) wie auch auf russischem (RUS) Gebiet:
| Deutscher Name                                              | Polnischer bzw. russischer Name | Anmerkungen                             |
| ----------------------------------------------------------- | ------------------------------- | --------------------------------------- |
| Perscheln (ab 1928: Ortsteil der Gemeinde Zohlen-Perscheln) | Piersele (PL)                   | 1928 nach Zohlen-Perscheln eingemeindet |
| Rothenen                                                    | Rotajni (PL)                    |                                         |
| Serpallen                                                   | Kaschtanowka (RUS)              |                                         |
| Warschkeiten                                                | Warszkajty (PL)                 |                                         |
| Zehsen                                                      | Sajzy (PL)                      | 1928 nach Rothenen eingemeindet         |

## Kirche
Bis 1945 war Perscheln nach Preußisch Eylau (russisch Bagrationowsk) eingepfarrt: zur dortigen evangelische Pfarrkirche in der Kirchenprovinz Ostpreußen der Kirche der Altpreußischen Union und außerdem zur römisch-katholischen Kirche der Kreisstadt im damaligen Bistum Ermland.
Heute gehört Piersele katholischerseits zur Pfarrei in Bezledy (Beisleiden) im jetzigen Erzbistum Ermland, evangelischerseits zur Kirchengemeinde in Bartoszyce (Bartenstein), einer Filialgemeinde der Johanneskirche Kętrzyn (Rastenburg) in der Diözese Masuren der Evangelisch-Augsburgischen Kirche in Polen.

## Verkehr
Piersele liegt westlich der polnischen Landesstraße 51 (einstige deutsche Reichsstraße 128) und direkt zu erreichen.
Eine Bahnanbindung besteht nicht mehr, seit die Bahnlinien Bahnstrecke Königsberg–Preußisch Eylau bzw. Bahnstrecke Preußisch Eylau–Lyck (–Prostken) heute getrennt sind und nicht mehr in Gänze befahren werden. So ist nicht nur Piersele, sondern mehr noch die Stadt Bagrationowsk ohne Anschluss an den Bahnverkehr.

## Persönlichkeiten

### Aus dem Ort gebürtig
- Hermann von Michaelis (1813–1890), Generalleutnant

### Mit dem Ort verbunden
- Hermann von Berg-Perscheln (1814–1880), preußischer Offizier und Landrat, Mitglied des pr. Abgeordnetenhauses, verstarb am 1. Mai 1880 in Perscheln